# Oxiteno
Oxiteno é uma empresa química global fundada nos anos 70 com sede no Brasil, parte do grupo Indorama Ventures. 
A Oxiteno é líder na produção de tensoativos e especialidades químicas, que atua no desenvolvimento e fornecimento de matérias-primas para indústrias em mais de 30 setores, incluindo cuidados pessoais, limpeza doméstica e industrial, agroquímicos, petróleo e gás e tintas e revestimentos.
A Oxiteno está presente em oito países das Américas, Europa e Ásia. Possui 3 centros de pesquisa e desenvolvimento, 11 unidades industriais no Brasil, nos Estados Unidos, no México e no Uruguai, além de escritórios comerciais na Argentina, Bélgica, China e Colômbia.
Segundo pesquisa realizada pela Info Exame em parceria com a ESPM, a Oxiteno foi eleita a nona empresa mais inovadora do Brasil em 2014.

## História
Fundada em 1970 por  Paulo Cunha, a Oxiteno foi a primeira empresa a produzir óxido de eteno e derivados no Brasil. Sua primeira planta foi instalada no Polo Petroquímico de Mauá, na região metropolitana de São Paulo, e a segunda foi inaugurada em 1974, no Polo Industrial de Camaçari, na Bahia.
A Oxiteno criou um centro de pesquisa e desenvolvimento no Polo Petroquímico de Mauá em 1986, construiu uma nova unidade industrial no Polo Petroquímico do Sul em Triunfo, no Rio Grande do Sul em 1989, e ampliou sua capacidade de produção no Polo Petroquímico de Camaçari em 1997.
Em julho de 2003, iniciou sua expansão internacional por meio da compra da empresa mexicana Canamex. A Oxiteno assumiu as duas fábricas da empresa, em Guadalajara e Coatzacoalcos.
O Ultra iniciou em 2006 um plano de expansão da capacidade de produção de óxido de eteno e especialidades químicas nas plantas da Oxiteno localizadas em Mauá e Camaçari. Em agosto do mesmo ano, inaugurou seu primeiro escritório comercial no exterior, em Buenos Aires, Argentina, a Oxiteno Argentina S.R.L.
Em abril de 2007, o Ultra, por meio da sua subsidiária Oxiteno México, adquiriu os ativos de sulfatados e sulfonados da Unión Química S.A. em San Juan del Río no México.
Em setembro do mesmo ano, o Ultra comprou a venezuelana Arch Química Andina, subsidiária do grupo norte-americano Arch Chemicals. A unidade, em Santa Rita, Venezuela, passou a se chamar Oxiteno Andina e é a única empresa produtora de etoxilados da Venezuela.
Ainda em 2007, a Oxiteno abriu seu primeiro escritório comercial nos Estados Unidos.
A Oxiteno inaugurou em junho de 2008 uma unidade oleoquímica, a primeira produtora de álcoois graxos, ácidos graxos e glicerina da América Latina, em Camaçari, Bahia.
Em 2011, abriu seu primeiro escritório comercial na Colômbia.
Em abril de 2012, a Oxiteno comprou sua primeira unidade industrial nos Estados Unidos, uma fábrica de especialidades químicas da Pasadena Property, localizada em Pasadena, no Estado do Texas, EUA. (Época Negócios) No mês seguinte, comprou 100% das ações da American Chemical, empresa uruguaia de especialidades químicas, em particular tensoativos sulfonados e sulfatados, em Montevidéu.
No ano seguinte, em 2013, a Oxiteno iniciou um projeto para ampliar o seu Centro de Pesquisa e Desenvolvimento para o mercado de petróleo e gás. O centro de pesquisa é localizado em Mauá, em São Paulo.
Em 2015, Oxiteno aumentou sua capacidade produtiva em sua unidade industrial em Coatzacoalcos.
Em 2016, anunciou investimentos para expandir suas atividades nos EUA através da construção de uma nova planta de alcoxilação em Pasadena e um centro de P&D em parceria com a University of Southern Mississippi.
Em 2017, a Oxiteno abriu um novo escritório comercial em Houston, EUA.
Em 2019, partida da nova planta de alcoxilação em Pasadena.
Em 2021 o Grupo Ultra anunciou a venda da Oxiteno para o grupo Indorama Ventures, operação que foi aprovada pelo CADE em 2022.

## Atuação

### Brasil
- Polo Petroquímico de Mauá
- Polo Industrial de Camaçari
- Unidades industriais em Tremembé, Suzano e Triunfo
- Matriz em São Paulo/SP

### Internacional
- Pasadena, EUA
- Houston, EUA
- Hattiesburg, EUA
- Ciudad del Mexico, Mexico
- Guadalajara, México
- Coatzacoalcos, México
- San Juan del Río, México
- Bogotá, Colombia
- Buenos Aires, Argentina
- Montevidéu, Uruguai
- Shangai, China
- Bruxelas, Bélgica